# Mademoiselle Holmes
Production
Diffusion
Mademoiselle Holmes est une série télévisée franco-belge réalisée par Frédéric Berthe, François Ryckelynck, Jean-Christophe Delpias et Sandra Perrin d'après un scénario de Victoria Spennato écrit en collaboration avec Laëtitia Kügler, et diffusée en Belgique à partir du 2 avril 2024 sur RTL TVI, en France à partir du 11 avril 2024 sur TF1 et au Québec à partir du 24 avril 2025 sur Séries Plus.
Cette comédie policière, qui s'inspire librement des personnages de Sherlock Holmes et du docteur Watson, est une coproduction de Marysol (groupe Newen), TF1, Ad Astra (groupe Newen) et la RTBF (saison 2).

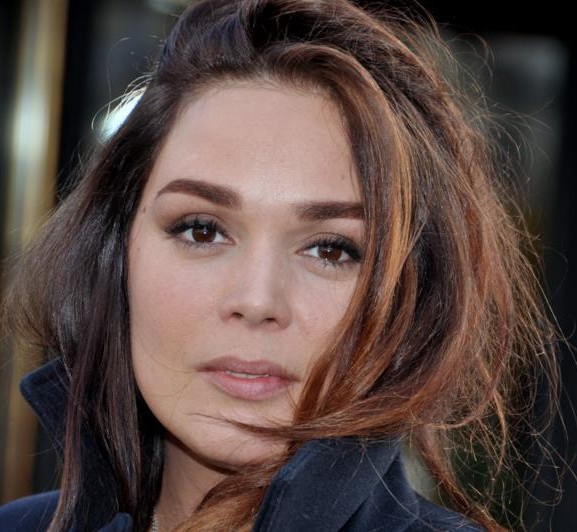
Lola Dewaere.

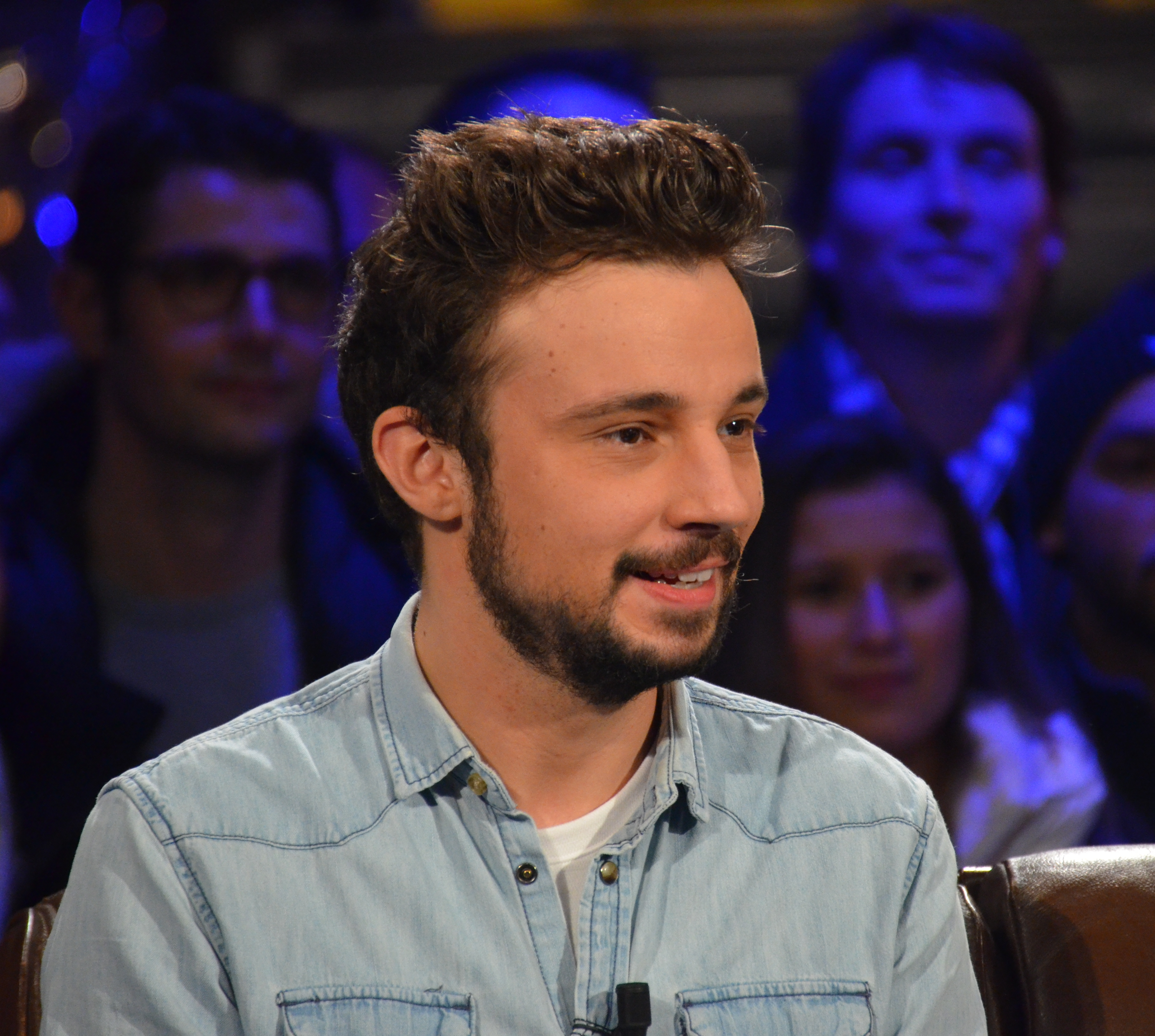
Tom Villa.

## Synopsis
Charlie Holmes vit seule à Nantes dans une vieille maison aux allures de manoir anglais avec son grand-père Georges Holmes, qui est le fils du fameux détective britannique Sherlock Holmes, un père qui fut peu présent pour lui.
Charlie souffre de troubles de l'humeur et est sous médication mais, un jour, un accident éveille sa conscience. Elle arrête secrètement de prendre les médicaments que son grand-père lui fait prendre tous les jours et sent se développer en elle des talents insoupçonnés, qui lui permettent de passer d'un poste subalterne au bureau des plaintes de la police à un statut d'enquêtrice hors normes, et de marcher sur les traces de son arrière-grand-père avec l'aide de Samy Vatel, un stagiaire en médecine légale qui devient en quelque sorte son docteur Watson.

## Distribution principale
Sauf indication contraire, les informations mentionnées dans cette section peuvent être confirmées par la base de données cinématographiques Allociné,  présente dans la section « Liens externes ».
- Lola Dewaere : Charlie Holmes
- Tom Villa : Samy Vatel, médecin légiste en stage au commissariat de Charlie (saison 1), devenu ensuite policier adjoint(saison 2)
- Alika Del Sol : commissaire de police Florence Billon
- Thomas Jouannet : commandant Chris Hervieu, chef de groupe de Charlie
- Armelle Abibou : Jess Orou, collègue de Charlie
- Oscar Berthe : Loïc, agent de police
- Éric Naggar : légiste Alfred Camus
- Daniel Prévost : Georges Holmes, grand-père de Charlie et ancien policier
- Roxane Mesquida : April Moriarty, demi-sœur de Charlie

## Production

### Genèse et développement
Cette comédie policière, qui s'inspire librement des personnages de Sherlock Holmes et du docteur Watson, est une coproduction de Marysol (groupe Newen), TF1, Ad Astra (groupe Newen) et la RTBF (saison 2),,,,,,, réalisée avec la participation de RTL TVI (saison 1) et avec le soutien de la région des Pays de la Loire.
La série est créée par Victoria Spennato, en collaboration avec Laëtitia Kügler et avec la participation de Laure Mentzel et Mélusine Laura Raynaud,,,.
Elle est produite par Paloma Martin y Prada et Cyrielle Mottin pour Marysol (groupe Newen),,,,.
Le 3 mai 2024, TF1 annonce dans un communiqué que la fiction aura une saison 2 vu les bonnes audiences de la première saison, meilleures que celles des autres nouvelles fictions de la chaîne, Mercato et Le Négociateur.
Cyrielle Mottin, productrice de la série, indique à Pure Médias : « On est déjà en train d'anticiper la saison 2. Nous, en tant que producteur, on prend le risque en lançant en écriture la saison 2. Quand on crée un personnage récurrent, on ne peut pas attendre trois ans avant qu'il revienne. C'est notre métier en tant que producteur d'anticiper ça, les plannings de Lola Dewaere et la décision de TF1 de renouveler la série. On doit être capable de sortir une saison par an ». La productrice précise également qu'elle s'était assurée de l'engagement de Lola Dewaere pour plusieurs saisons « En amont du lancement de la série, on prévoit dans le contrat de Lola Dewaere une clause de récurrence. Elle s'est engagée pour plusieurs saisons si ça marche ».
Pour la production de la deuxième saison, Cyrielle Mottin crée, au sein de Newen Studios, sa propre société, Ad Astra, qui coproduit la nouvelle saison avec la société Marysol et avec la RTBF (télévision belge). Par contre, RTL tvi se retire du projet : « Nous n'avions pas d'obligation d'acheter la deuxième saison, et puisque les audiences de la première n'étaient pas satisfaisantes, nous avons décidé d'en rester là. ».

### Attribution des rôles
Au début du mois de janvier 2023, Lola Dewaere annonce sa déception après l'annonce de la fin de la série Crime à... : « Nous n'étions pas au courant, nous avons tous été surpris […] Crime à... était ma petite bulle d'air. Celle de quitter Paris, d'aller tourner dans des villages du sud de la France, de retrouver Florence, Guillaume… Ça m'a fait un pincement au cœur bien entendu »,.
Quelques jours plus tard, elle présente sur les réseaux sociaux son changement de look radical et annonce un nouveau rôle : « Ce que fait Sara Mortensen sur Astrid et Raphaëlle, je rêve d'avoir un rôle comme ça, a expliqué la comédienne, c'est un super défi. C'est vrai que jusqu'ici, je travaille énormément, mais ce sont des personnages qui me ressemblent et dans l'expérience d'un comédien, c'est le Graal […] Ça arrive, j'ai un nouveau projet, mais je ne peux pas en parler […] il va y avoir une annonce bientôt. C'est un gros projet qui se prépare. Le tournage débute en mars. Je suis le rôle principal d'un 6 x 52. Cette série va être un truc complètement différent »,,.
Le 22 février 2023, Télé-Loisirs annonce que l'actrice tournera à partir de la mi-mars une fiction appelée Mademoiselle Holmes, librement inspirée des personnages de Sherlock Holmes et de son partenaire dont le rôle est tenu par le comédien Tom Villa,,,,. Le lendemain, le site Satellifacts annonce que la série est réalisée par Frédéric Berthe et François Ryckelynck.
Lola Dewaere commence a s'entraîner intensivement avec une professeur à apprendre à jouer du violon.
Lors de la présentation de la série, Lola Dewaere confie qu'elle partage de nombreux points communs avec son personnage : « Comme moi avec mon père, elle est à la recherche du moindre indice susceptible de la renseigner sur sa mère. Comme moi, elle a été élevée par ses grands-parents et porte un lourd héritage. Comme moi, elle a grandi dans une famille souffrant d'un sérieux problème d'addiction, et elle aussi consacre une grande partie de son existence à chercher qui elle est ».
Quand Télé-Loisirs lui demande si elle a lu les livres Sherlock Holmes pour tourner cette série, Lola Deware répond : « Je n'en ai pas ressenti le besoin car cette série est une adaptation très libre, une vraie création. Nous nous sommes vraiment éloignés de Sherlock Holmes pour étoffer le personnage ».
L'actrice précise : « Même si du sang de Holmes coule dans ses veines, Charlie a été élevée loin de son monde. Excepté sa capacité fulgurante à résoudre des affaires, elle a son identité à part entière et trouve d'ailleurs les réponses grâce à son sens de l'humain et son empathie, qui la démarquent nettement de son aïeul. ».

### Tournage
Le tournage de la série a lieu de la mi-mars à juin 2023 à Nantes dans le département de la Loire-Atlantique et à Londres au Royaume-Uni, où des scènes tournées sur le toit de l'un des célèbres bus à impériale rouge permettent d'apercevoir des lieux emblématiques de la ville comme Big Ben, le London Bridge, le London Eye et Portobello Road,.
Pour ce qui est des scènes se déroulant au musée consacré au célèbre détective à Londres dans Baker Street, la productrice Cyrielle Mottin précise que la production a remplacé, pour une question de droit, le vrai nom du lieu « Sherlock Holmes Museum » par « House of Sherlock ». Les pièces de l'intérieur du musée ont été recréées dans un château près de Nantes, mais la façade extérieure a été reconstituée dans la capitale britannique : « On s'est rendu compte que le véritable musée est dans une rue très passante et exiguë. Nous avons alors recréé l'extérieur dans une rue de Londres ».
Le tournage de la deuxième saison commence le 10 juin 2024 à Nantes et dans la région des Pays de la Loire,,.

### Fiche technique
- Titre français : Mademoiselle Holmes
- Genre : Comédie policière
- Production : Paloma Martin y Prada et Cyrielle Mottin[3],[4],[5],[6]
- Sociétés de production : Marysol (groupe Newen), TF1, Ad Astra (groupe Newen, saison 2) et la RTBF (télévision belge, saison 2)[1],[2],[3],[4],[5],[6],[7],[23]
- Réalisation : Frédéric Berthe et François Ryckelynck (saison 1), Jean-Christophe Delpias (épisodes 1 à 4 de la saison 2) et Sandra Perrin (épisodes 5 et 6 de la saison 2)[3],[4],[5],[6],[21],[22],[7]
- Scénario : Victoria Spennato, en collaboration avec Laëtitia Kügler et avec la participation de Laure Mentzel et Mélusine Laura Raynaud[4],[5],[6]
- Musique : François Liétout[24]
- Décors : Franck Benezech
- Costumes : Mélanie Gautier[5]
- Photographie : Christophe Legal[5]
- Son : Sébastien de Monchy
- Montage : Gaëtan Boussand
- Maquillage : Marie Combas
- Pays de production :  France /  Belgique
- Langue originale : français
- Format : couleur
- Nombre de saisons : 2
- Nombre d'épisodes[3],[13],[14] : 12
- Durée : 52 minutes[3],[13],[14]
- Dates de première diffusion : 
  - Belgique :
    - Saison 1 : 2 avril 2024 sur RTL TVI[25]
    - Saison 2 : 30 janvier 2025 sur La Une[1]

  - France : 
    - Saison 1 : 11 avril 2024 sur TF1[8],[26]
    - Saison 2 : 6 février 2025 sur TF1[27]

  - Québec : 24 avril 2025 sur Séries Plus[28]

## Épisodes
Sauf indication contraire, les informations mentionnées dans cette section peuvent être confirmées par la base de données cinématographiques Allociné,  présente dans la section « Liens externes ».

### Première saison (2024)

#### Épisode 1:On ouvre ses chakras!
Charlie Holmes est une policière timide, reléguée à des tâches subalternes dans son commissariat de Nantes. Mais   après un accident de voiture, elle se transforme en une enquêtrice intuitive, capable de s'attaquer aux affaires les plus complexes.
Un couple recomposé vient signaler la disparition de leur fille Anna. Mais Charlie Holmes ne tarde pas à découvrir que le téléphone prépayé qui a servi à effectuer la demande de rançon a été acheté par la mère, Vinca Le Pavec.
- Marion Malenfant : Vinca Le Pavec
- Aélie Laurent Vielcanet : Anna
- Loris Freeman : Fabrice Renard
- Valentin du Peuty : Simon
- Thomas Drelon : Antoine Chevron
- Jean-Pascal Abribat : Benoît Malard

#### Épisode 2:#RechercheK-Lista
Un père signale la disparition de sa fille, l'influenceuse K-Lista. Charlie Holmes ne tarde pas à découvrir que le nombre de followers de la jeune femme sur les réseaux sociaux était en chute libre, et elle suspecte une disparition volontaire pour faire le buzz. Mais le corps de K-Lista est retrouvé dans les bois.
- Éric Poulain : Jean-Yves Perrault
- Anaïs Delengaigne : l'influenceuse K-Lista Perrault
- Inès Defossé : Eva, l'assistante de K-Lista
- Alexis Loizon : Enzo BG
- Alexandra Jussiau : Cathy Musso

#### Épisode 3:Sortie de route
Nicolas, un ancien copain de lycée, appelle Charlie après avoir eu un accident de la route dans lequel son beau-frère Anthony a trouvé la mort. Charlie n'arrive pas à comprendre pourquoi il a fait appel à elle spécifiquement, alors qu'ils se sont perdus de vue depuis très longtemps. Par ailleurs, Charlie se brouille avec son grand-père car elle découvre qu'il lui a caché la vérité sur ses origines : Charlie descend non seulement de Sherlock Holmes mais aussi du professeur Moriarty, et elle a une demi-sœur, April Moriarty.
- Tristan Robin : Nicolas Belliard
- Lucile Krier : Suzy Sinçon
- Holy Fatma : Muriel Billon
- Audrey Le Bihan : Roxane
- Mathis Dupuy : le fils de Roxane
- Allister Bunga-Villa : Milan Errera
- Hugo Brune : Anthony Sinçon

#### Épisode 4:Baker Street
Charlie se rend à Londres pour rencontrer sa demi-sœur April Moriarty. En visitant le Sherlock Holmes Museum dans Baker Street, elle découvre la fille d'une célèbre actrice cachée dans un coffre. L'adolescente, Tracy Sheraton, prétend avoir entendu dans le musée la voix de sa sœur, morte il y a trois ans. Charlie mène l'enquête. Par ailleurs, sa rencontre avec April Moriarty se passe très mal.
- Distribution :
- Roxane Mesquida : April Moriarty
- Blandine Lagorce : Tracy Sheraton
- Nancy Tate : Betty Sheraton
- Benjamin Boyer : Joseph Sheraton
- Aurore Streich : Hazel Spencer / Emma
- Kelly Rivière : Rose
- Matthew Luret : James
- Charles Clément : Pierre Mensard
- Florent Bodiou : Gardien Whitecliff Mansion
- Rosa Cochet : Miss Wood

#### Épisode 5:-20 degrés
Ji Young Park, employée dans une usine de fabrication de crème à la glace, est retrouvée morte dans une chambre froide. Charlie découvre que la jeune femme souffrait de troubles du comportement alimentaire et fréquentait un centre de cryothérapie pour brûler les graisses accumulées à cause de la malbouffe. Mais ce centre l'a radiée parce qu'elle avait pris une deuxième carte pour augmenter le nombre de séances. L'enquêtrice comprend alors que Ji Young pratiquait en secret des séances de cryothérapie à l'usine.
- Roxane Mesquida : April Moriarty
- Valentin du Peuty : Simon
- Ji Su Jeong : Ji Young Park
- Stéphane Brel : Vincent Yvrard
- Chloé Guillot : Angèle Yvrard
- Caroline Ferrus : Éléna Yvrard

#### Épisode 6:Le dernier problème
Charlie se réveille dans la cabane de pêcheur de son grand-père, qui gît blessé à quelques mètres d'elle. Georges Holmes est hospitalisé, dans le coma. Charlie est écartée de l'enquête par la commissaire Billon mais les indices contre elle s'accumulent à un point tel qu'elle finit par croire elle-même à sa culpabilité.
- Roxane Mesquida : April Moriarty
- Valentin du Peuty : Simon
- Grégoire Champion : Léo Perret
- Christophe Hamon : M. Brocat

### Deuxième saison (2025)

#### Épisode 1:Suivez le chat
Charlie est innocentée par l'IGPN dans l'affaire de la mort d'April Moriarty, tombée d'une falaise : elle peut réintégrer le commissariat,.
Marc Vernant, un marchand de panneaux solaires qui a fait faillite, est trouvé mort dans la rue, avec des griffures suspectes sur le torse.
Leur enquête mène Charlie et Samy à un bar à chats, le Matouvu, dont ils découvrent qu'il cache un trafic de chats de race volés.
- Lety Pardalis : Violaine Pasquier, la veuve de Marc Vernant
- Julia Gourand : Cyrielle, la voisine de Marc Vernant
- Nathalie Kanoui : Laëtitia Matuzzi, la gérante du bar à chats
- Anthony Lewis : Ben, l'amant de Charlie

#### Épisode 2:Dans la cage
Daniel Saint Pierre, un sportif qui squatte une villa de luxe, est trouvé mort dans la salle de fitness de cette villa, avec une piqûre suspecte dans le cou.
Charlie et Samy découvrent que ce sportif est en fait Jérôme Boissard, un comptable qui mène une double vie. Leur enquête les mène à un fight club où l'on pratique les arts martiaux mixtes (MMA) et où la testostérone circule sous le manteau. Charlie y fait la connaissance de Lila, qui se prépare pour les championnats du monde.
Par ailleurs, Ben, amant de Charlie et photographe à ses heures, lui montre des photos de « zadistes » sur lesquelles Charlie reconnaît April Moriarty : sa pire ennemie est donc encore en vie.
- François Girard : Daniel Saint Pierre / Jérôme Boissard
- Sophia Ferhat : Lila
- Jérémy Sanagheal : Maxime Rozier, le pharmacien qui fournit Daniel en testostérone
- Alka Matewa : Alka, le coach de boxe
- Anthony Lewis : Ben

#### Épisode 3:Une histoire de sœurs
Iris, chorégraphe et danseuse de hip-hop, vient d’assister au kidnapping de sa sœur Violette ! Et Violette étant gravement malade du cœur, chaque seconde compte.
Tandis que Chris se lance sur la piste d’une rivalité entre sœurs, Charlie et Samy s’immergent dans les répétitions du prochain clip chorégraphié par Iris, au Musée des Arts de Nantes. Et si ces deux pistes finissaient par se rejoindre ?

#### Épisode 4:Reine de beauté
Lou, jeune mannequin à la beauté flamboyante, est retrouvée morte dans sa chambre d’hôtel, la veille d’un prestigieux concours. A-t-elle été tuée par une concurrente jalouse ?
Charlie, bouleversée par le destin tragique de cette orpheline, tente de découvrir qui elle était vraiment, au-delà des apparences. Car sous ses airs de petite fille modèle, il semblerait que Lou cache de nombreux secrets…

#### Épisode 5:Toxique
Une prof d'université et un de ses étudiants sont retrouvés mort dans la chambre de l'étudiant, dans l'ancienne faculté de Samy. Les soupçons se tournent assez vite vers le mari de la prof, le professeur Brassier. Par ailleurs, Samy, qui est reconnu par certains anciens de la fac comme le « Grand Maître Glou Glou 2016 », initie Charlie aux secrets de la faluche.
- Régis Royer : professeur Yves Brassier

#### Épisode 6:Jour J
La commissaire Billon prépare son mariage avec Vinz, le patron du food truck. Charlie l'accompagne à l'agence d'organisation de mariage mais, alors que les policières sont sur les lieux pour discuter du devis, Thomas, le patron de l'agence, est trouvé mort dans son bureau, toutes portes et fenêtres fermées.
- Aymeric Pol : Thomas Roy
- Romane Portail : Audrey Roy
- Morgane Frioux : Marianne Franck, l'assistante d'Audrey
- Guillaume Boit : Antoine Veylan, le fleuriste
- Thomas Favre : Vinz

## Accueil

### Audiences et diffusion

#### Première saison

##### En Belgique
En Belgique, la première saison est diffusée le mardi vers 21 h 30 sur RTL TVI par salve de deux épisodes du 2 au 16 avril 2024.
| Épisode              | Diffusion            | Diffusion            | Audience moyenne          | Audience moyenne | Réf.   |
| Épisode              | Jour                 | Horaire              | Nombre de téléspectateurs | Classement       | Réf.   |
| -------------------- | -------------------- | -------------------- | ------------------------- | ---------------- | ------ |
| 1                    | Mardi 2 avril 2024   | 21 h 30 - 22 h 30    | 185 056                   | 3e               | [ 30 ] |
| 2                    | Mardi 2 avril 2024   | 22 h 30 - 23 h 30    | 185 056                   | 3e               | [ 30 ] |
| 3                    | Mardi 9 avril 2024   | 21 h 30 - 22 h 30    | 143 700                   | 4e               | [ 31 ] |
| 4                    | Mardi 9 avril 2024   | 22 h 30 - 23 h 30    | 143 700                   | 4e               | [ 31 ] |
| 5                    | Mardi 16 avril 2024  | 21 h 30 - 22 h 30    | 179 918                   | 4e               | [ 32 ] |
| 6                    | Mardi 16 avril 2024  | 22 h 30 - 23 h 30    | 179 918                   | 4e               | [ 32 ] |
|                      |                      |                      |                           |                  |        |
| Moyenne de la saison | Moyenne de la saison | Moyenne de la saison | 169 558                   |                  |        |

- Les plus hauts chiffres d'audience
- Les plus bas chiffres d'audience

##### En France
En France, la première saison est diffusée le jeudi vers 21 h 10 sur TF1 par salve de deux épisodes du 11 au 25 avril 2024.
| Épisode              | Diffusion            | Diffusion            | Audience moyenne          | Audience moyenne                       | Audience moyenne         | Audience moyenne | Réf.   |
| Épisode              | Jour                 | Horaire              | Nombre de téléspectateurs | Part de marché (sur les 4 ans et plus) | Part de marché (FRDA-50) | Classement       | Réf.   |
| -------------------- | -------------------- | -------------------- | ------------------------- | -------------------------------------- | ------------------------ | ---------------- | ------ |
| 1                    | Jeudi 11 avril 2024  | 21 h 10 - 22 h 10    | 5 160 000                 | 26,2 %                                 | 31,9 %                   | 1er              | [ 33 ] |
| 2                    | Jeudi 11 avril 2024  | 22 h 10 - 23 h 15    | 3 820 000                 | 25 %                                   | 31,9 %                   | 1er              | [ 33 ] |
| 3                    | Jeudi 18 avril 2024  | 21 h 10 - 22 h 10    | 4 140 000                 | 21,1 %                                 | 26,7 %                   | 1er              | [ 34 ] |
| 4                    | Jeudi 18 avril 2024  | 22 h 10 - 23 h 15    | 3 340 000                 | 20,7 %                                 | 26,7 %                   | 1er              | [ 34 ] |
| 5                    | Jeudi 25 avril 2024  | 21 h 10 - 22 h 10    | 4 210 000                 | 22 %                                   | 23,2 %                   | 1er              | [ 35 ] |
| 6                    | Jeudi 25 avril 2024  | 22 h 10 - 23 h 15    | 3 490 000                 | 24,2 %                                 | 23,2 %                   | 1er              | [ 35 ] |
|                      |                      |                      |                           |                                        |                          |                  |        |
| Moyenne de la saison | Moyenne de la saison | Moyenne de la saison | 4 030 000                 | 23,2 %                                 | 27,3 %                   | 1er              | [ 36 ] |

#### Deuxième saison

##### En Belgique
En Belgique, la deuxième saison est diffusée le jeudi à 20 h 30 sur La Une par salve de deux épisodes du 30 janvier 2025 au 13 février 2025.
| Épisode              | Diffusion             | Diffusion            | Audience moyenne          | Audience moyenne | Réf.   |
| Épisode              | Jour                  | Horaire              | Nombre de téléspectateurs | Classement       | Réf.   |
| -------------------- | --------------------- | -------------------- | ------------------------- | ---------------- | ------ |
| 1                    | Jeudi 30 janvier 2025 | 20 h 30 - 21 h 30    | 329 876                   | 1er              | [ 37 ] |
| 2                    | Jeudi 30 janvier 2025 | 21 h 30 - 22 h 30    | 329 876                   | 1er              | [ 37 ] |
| 3                    | Jeudi 6 février 2025  | 20 h 30 - 21 h 30    | 287 734                   | 1er              | [ 38 ] |
| 4                    | Jeudi 6 février 2025  | 21 h 30 - 22 h 30    | 287 734                   | 1er              | [ 38 ] |
| 5                    | Jeudi 13 février 2025 | 20 h 30 - 21 h 30    | 288 602                   | 1er              | [ 39 ] |
| 6                    | Jeudi 13 février 2025 | 21 h 30 - 22 h 30    | 288 602                   | 1er              | [ 39 ] |
|                      |                       |                      |                           |                  |        |
| Moyenne de la saison | Moyenne de la saison  | Moyenne de la saison | 302 070                   |                  |        |

##### En France
En France, la deuxième saison est diffusée le jeudi à 21 h 10 sur TF1 avec 2 salves de deux épisodes les 6 et 13 février 2025 et 1 épisode les 20 et 27 février 2025.
| Épisode              | Diffusion             | Diffusion         | Audience moyenne          | Audience moyenne                       | Audience moyenne         | Audience moyenne | Réf.   |
| Épisode              | Jour                  | Horaire           | Nombre de téléspectateurs | Part de marché (sur les 4 ans et plus) | Part de marché (FRDA-50) | Classement       | Réf.   |
| -------------------- | --------------------- | ----------------- | ------------------------- | -------------------------------------- | ------------------------ | ---------------- | ------ |
| 1                    | Jeudi 6 février 2025  | 21 h 10 - 22 h 10 | 4 130 000                 | 20,6 %                                 | 21,7 %                   | 1er              | [ 40 ] |
| 2                    | Jeudi 6 février 2025  | 22 h 10 - 23 h 10 | 3 030 000                 | 19,5 %                                 | 21,7 %                   | 1er              | [ 40 ] |
| 3                    | Jeudi 13 février 2025 | 21 h 10 - 22 h 10 | 3 670 000                 | 19,4 %                                 | 17,7 %                   | 1er              | [ 41 ] |
| 4                    | Jeudi 13 février 2025 | 22 h 10 - 23 h 10 | 2 800 000                 | 19,5 %                                 | 17,7 %                   | 1er              | [ 41 ] |
| 5                    | Jeudi 20 février 2025 | 21 h 10 - 22 h 15 | 3 540 000                 | 18,8 %                                 | 17,4 %                   | 1er              | [ 42 ] |
| 6                    | Jeudi 27 février 2025 | 21 h 10 - 22 h 10 | 3 216 000                 | 16,6 %                                 | 15,5 %                   | 2e               | [ 43 ] |
|                      |                       |                   |                           |                                        |                          |                  |        |
| Moyenne de la saison |                       |                   |                           |                                        |                          |                  |        |

### Accueil critique
Pour Alexandre Letren du site VL-Média « la grande réussite de la série réside dans ses personnages […] Mais c'est bien Lola Dewaere qui constitue la très belle révélation de cette série, elle qui rêvait de jouer un rôle loin de ce qu'elle est : « Ce que fait Sara Mortensen sur Astrid et Raphaëlle, je rêve d'avoir un rôle comme ça » avait-elle précisé dans la presse au moment de l'annonce du projet. ».
Bruna Fernandez, du site Pure Médias, estime que « l'équipe a créé un tout nouveau personnage, brillant comme le personnage de fiction britannique créé par Sir Arthur Conan Doyle, mais beaucoup plus empathique. ».
Pour Télé-Loisirs, « Ces six premiers épisodes sont une belle réussite, tant ils montent en puissance jusqu'à un final intense. Vraie belle surprise, Mademoiselle Holmes nous réveille et prouve que la fiction policière peut encore se réinventer, même en utilisant un mythe mondialement connu. ».
Pour Le Point, la série est « efficace mais sans originalité » et constitue un « pari à moitié réussi ».
Pierre Langlais, de Télérama, pose la question « un Sherlock français au féminin, était-ce bien nécessaire ? » : « Depuis les films de Guy Ritchie, inégaux, et la formidable série de Steven Moffat, Sherlock est devenu une marque déclinée à tort et à travers par la fiction. Il n'était pas nécessaire de la recycler à nouveau. »,.
Pour Moustique, « cette nouvelle fiction, produite par TF1, s'avère d'excellente facture ».

## Distinctions
- Festival Polar de Cognac 2024 : meilleure série francophone dans la section comédie[48]